# Harvey Point Defense Testing Activity
Le Harvey Point Defense Testing Activity, propriété du département de la Défense, est situé sur une péninsule du comté de Perquimans en Caroline du Nord, le long du détroit d’Albemarle, près de la ville de Hertford, en Caroline du Nord. Il a été établi pendant la Seconde Guerre mondiale en tant que station aérienne auxiliaire navale Harvey Point, une base d'opérations pour les avions effectuant une surveillance anti-sous-marine au large de la côte atlantique. Une base proche, la base aérienne de Weeksville, a servi de base aérienne pour les dirigeables de 1941 à 1957, tandis qu'une autre ancienne base aérienne navale reste active en tant que Coast Guard Air Station Elizabeth City.
Pour se conformer à diverses réglementations en matière d’achat, le Département de la Marine détient le titre et la responsabilité budgétaire de l’installation. Des agences telles que l'ATF, la CIA et le FBI ont utilisé cette installation pour dispenser une formation complexe liée à la formation à la lutte contre le terrorisme et à la protection des avoirs à l'étranger. Le site a une installation sœur en Virginie appelée Camp Peary.

## Historique
Le site a été occupé à l'origine dans les années 1670 par la famille Harvey, y compris le premier gouverneur né en Caroline du Nord, Thomas Harvey - d'où le nom "Harvey Point".

## Seconde guerre mondiale
Les archives du palais de justice indiquent qu’en novembre 1942, la marine des États-Unis a acheté la pointe, d’une superficie d’environ 5 km2, au prix de 41 751 dollars. La Marine a ensuite construit une station aérienne sur la propriété, à utiliser pendant la Seconde Guerre mondiale, et l'a mise en service en tant que station aérienne auxiliaire navale Harvey Point. Pendant la Seconde Guerre mondiale, le NAAS Harvey Point a été utilisé comme base d'hydravion PBM Mariner.
Après la guerre, le NAAS Harvey Point est mis hors service en 1946 et le reste jusqu'en 1958, année où la Marine annonce que Harvey Point servira de terrain d’essai pour le nouveau Martin P6M Seamaster, un bombardier expérimental à long rayon d’action. Le projet a été annulé en août 1959 lorsque la marine a déterminé que l'avion n'avait pas assez de succès pour pouvoir continuer à soutenir le programme. Puis, en 1961, la marine est revenue sur la propriété et a annoncé que le site était fermée au public; il l'est resté depuis.

## Usage actuel
Des opérations aériennes militaires spécialisées sont situées dans cette installation, l’installation ayant deux terrains d’atterrissage utilisables et un autre projet. La carte aéronautique de la FAA Charlotte identifie cette zone comme étant l’espace aérien à usage spécial R-5301, qui fait l’objet d’une interdiction permanente de circulation de l’aviation générale depuis la surface à une altitude de 14 000 pieds au-dessus du niveau moyen de la mer. Les zones adjacentes à l'installation du détroit d'Albermarle se trouvent également dans l'espace aérien réglementé R-5302 (A-D), qui est sous l'autorité opérationnelle de GIANT KILLER, ou celui de l'ATC qui détient l'autorité de contrôle sur l'espace aérien à ce moment-là. Harvey Point est également utilisé pour les cours paramilitaires et de lutte contre le terrorisme de la CIA qui impliquent des explosifs puissants et de la balistique. Les explosifs sont utilisés pour simuler des bombes terroristes et peuvent être entendus à des kilomètres dans les communautés environnantes/ DEVGRU (alias "SEAL Team Six") l'utilisa également pour s'entraîner en vue du raid qui tua Oussama Ben Laden, dans une maquette à l'échelle de son complexe secret,.